# Nitya Krishinda Maheswari
Nitya Krishinda Maheswari, née le 16 décembre 1988, est une joueuse de badminton indonésienne. Elle a remporté la médaille de bronze en double dames aux championnats du monde de badminton 2015.
Elle est la cousine de l'haltérophile Raema Lisa Rumbewas.